# Автошлях Т 0517
Автошля́х Т 0517 — автомобільний шлях територіального значення у Донецькій області. Пролягає територією Єнакієвської, Кіровської, Шахтарської міськрад і Шахтарського та Амвросіївського районів через Єнакієве — Бунге — Хрестівку — Шахтарськ — Амвросіївку. Загальна довжина — 45,5 км.

## Аварії
18 червня 2014 року було підірвано міст у Благодатному, тому Служба автодоріг області закрила рух на даній ділянці.

## Маршрут
Автошлях проходить через такі населені пункти:
| Автошлях Т 0517         |                    |
| Донецька область        |                    |
| Єнакієвська міська рада |                    |
| Єнакієве                | E50М04             |
| Бунге                   |                    |
| Кіровська міська рада   |                    |
| Хрестівка               |                    |
| Шахтарська міська рада  |                    |
| Шахтарськ               | Н21                |
| Гірне                   |                    |
| Шахтарський район       |                    |
| Велика Шишівка          |                    |
| Амвросіївський район    |                    |
| Мала Шишівка            |                    |
| Благодатне              |                    |
| Амвросіївка             | Т 0507Т 0509Т 0519 |